# Zastave (roman)
Zastave su posljednji roman Miroslava Krleže. Prvi put je izdan u nastavcima u književnom časopisu Forum 1962., a konačan oblik izdanja u pet knjiga dobiva 1976. Roman prati nacionalna zbivanja u Hrvatskoj, Mađarskoj i Srbiji u prvoj trećini 20. st. i usporedo s njima intimu Kamila Emeričkoga, predstavnika zagrebačke elite i centralne ličnosti Zastava. Kamilo je inteligent bogatog životnog kurikula koji određuju Balkanski ratovi, Prvi svjetski rat, raspad Austro-Ugarske Monarhije, rađanje komunističkog pokreta i projugoslavenskih ideja. Kamilo se stvaruje u odnosu prema ocu, prema prijatelju anarhistu Joakimu Žigmanu (Joji) i prema ženi (Ani, Jolandi, Genji), a u temelju je sazrijevanje njegove političke svijesti.

## Struktura i karateristike romana
Zastave se može promatrati kao bildungsroman, »genetički roman« (Lasić) o Kamilu Emeričkom. Djelo ima monološku formu i ponekad se označava kao »memoarsko« (R. Vučković), ili “autobiografično” (M. Vaupotić) jer tematizira Krležinu generaciju. Vrijeme rekonstruira na temelju povijesnih i dnevničkih dokumenata, pa se u tom sloju može promatrati i kao novopovijesni roman. Kao i ciklus o Glembajevima, smješten je na zalazu klasnog svijeta Emeričkih. Dramska snaga romana proizlazi iz Krležine dijaloške forme i dijalektičke koncepcije svijeta, a manje je riječ o »skupu drama u romanesknoj formi« (R. Vučković). Autor je u konačnoj trećoj (sarajevskoj) verziji Zastava dao definitivan kronologijski oblik romana. Forumova peta knjiga pri tome postaje treća.
Prva i druga knjiga u sve tri verzije prikazuju prvu fazu Kamilovog života od rođenja do Prvog svjetskog rata, odnosno odlaska u regrute. Pripovjedanje je smješteno u 1913., a kroz sjećanja se prikazuje i Kamilovo rođenje, bombaška afera (1904), odlazak u Peštu u Hungaricum (1906), rađanje ljubavi prema Ani, zaruke s Jolandom. Kasnijim objavljivanjem dvaju poglavlja ("Te Deum za pobjedu kod Przemyśla" i "Bitka kod Gródeka Jagiełłonskog") pripovjedač donosi nova Kamilova iskustva: smrt Genje Tommaseo, iskušenje rata, teška ranjavanja u eksploziji municije i u bici kod Gródeka, čime završava Kamilovo neposredno ratno iskustvo. O ratnoj 1914. piše iz perspektive 1922., odnosno evocira prošlost. Time postiže veću relativizaciju, i veću distancu prema događajima.
Treća knjiga sarajevske verzije obuhvaća Kamilov život nakon ranjavanja i liječenja. On je ponovno u civilu »pod djedovskim krovom«. Prisjeća se različitih događaja (smrt majke, Jolande, Genje), sada u novim tumačenjima i viđenjima, u skladu s novim spoznajama i detaljima. Razmišlja o problemu čovjeka, odgoja, Kosova, jugoslavenstva. Sve je to uvod u ponovni susret s Jojom, koji zauzima polovicu knjige. Njihov susret je rekapitulacija i propitkivanje smisla i civilizacijske i ljudske i povijesne prakse koju oni žive, i koje su sudionici i kreatori. Tumači se kao svojevrsno svođenje bilance. Treću knjigu ispunjava relacija Kamilo - Joja, tj. politička svijest se kristalizira unutar dviju varijanti, Kamilove i Jojine. U četvrtoj knjizi najviše prostora posvećeno relaciji Kamilo - otac, iako ona zauzima najviše prostora i u cijelome romanu. Peta knjiga je posvećena relaciji Kamilo - Ana.

## Odnosi i teme
Kamilo se kao lik realizira u svojoj intimnoj drami s jedne strane, i u društvenopovijesnom smislu s druge strane. Pripovjedač ga prati od vatrena nacionalizma i zanesenosti pijemontskom Srbijom u mladosti, do negiranja romantične nacionalne ideologije i mitologije, te neobične ljubavi prema pjesnikinji Ani Borongay. Krleža koristi autentičan materijal i stvarne likove kako bi oslikao pozadinu Kamilove motivacije i sazrijevanja. Razvoj njegove ličnosti teče od prvotnog oduševljenja nacionalističkom ideologijom, preko simpatiziranja sa Supilovim idejama i srpskom politikom, do osviještena socijalista. 
Njegov otac je i očinski i politički zabrinut za sinove ekscese. Apologetika kosovskog mita se parodira kroz lik Mitre Mitrovića (riječ je o stvarnoj povijesnoj ličnosti Dimitriju Mitrinoviću). Kamilo ga odbacuje, svjestan prazne retorike koja u teškim ratnim okolnostima nije sposobna za odgovarajuće spoznaje. I lik F. Supila je veliko razočaranje te predstavlja i Krležin i Kamilov oproštaj od mladenačkih iluzija.
Kamilo bolno i melankolično razmišlja o smrti, vremenu, ljudskom biću. Iz te pozicije bilo kakav angažman izgleda besmislen. Tome se opire drugi pol Kamilove ličnosti: strast za angažmanom, revolucijom, promjenom. Kamilo u Jojinu povijesnu temporalnost unosi egzistencijalnu zebnju, a Joja u Kamilovu pukotinu bitka i prakse bića povijesni smisao i (r)evolucijsku progresiju. Obojica su u procijepu između nasilja i humanitasa. Svjesni su da se nasilje može dokinuti samo nasiljem, a humanitas se protiv toga buni.
Kamilov odnos prema ocu također je složen. Sin negira očev autoritet i njegovu političku ideologiju, a voli ga kao ljudsko biće. Cijeni očeve humane poteze i njegovo nastojanje da očuva integritet. Konačan prekid s ocem počinje kada Kamilo kod njega uočava rasap moralnoga integriteta, kada se otac hvali sukobom s kmetovima i političkim kameleonstvom. Kamilo će na kraju promijeniti i prezime. Uvidjevši da je Kamilo imao pravo, otac mu ostavlja pismo prije konačnoga puta u Mađarsku gdje umire.
U relaciji prema Ani ostvaruje se tema odsutnosti, tj. žudnje za odsutnošću. Kamilo kao da ne želi Anu bez ostatka te je pušta kako bi je posjedovao u mitu o ljubavi. Ana je emancipirana, fatalna, senzualna, bolećiva, krhka, ali i snažna, osamljena, nekonvencionalna i antimalograđanska, bez čvrstoga obiteljskog sidrišta. Ona i u tjelesnost i u duhovnost unosi erotizam. Ana za Kamila ostaje ono što je za Krležu umjetnost (Lasić).

## Poglavlja
Konačan oblik izdanja u pet knjiga roman je dobio 1976., sa sljedećim rasporedom poglavlja:

#### Prva knjiga
- Audijencija kod madžarskog ministra predsjednika
- Joja u Glinu, Kamilo u Hungaricum
- Smrt Presvetle
- U sjeni majčina odra
- Na povratku
- Objed u čast gospodina Stevana Mihailovića Gruiča

#### Druga knjiga
- Amadeo Trupac postaje narodni zastupnik
- Večera kod starog Kamratha
- U sjeni Jolandine smrti
- "Nejunačkom vremenu u prkos"
- Zbogom, mladosti
- Zov carske trube
- Salto mortale
- Te Deum za pobjedu kod Przemysla
- Bitka kod Grodeka Jagiellonskog

#### Četvrta knjiga
- Srebrni pir u domu Jurjaveških
- U mećavi
- Morituri

#### Peta knjiga
- Rendez-vous u hotelu Royal
- Objed u Grand Hotelu
- Ljubav na odru
- Finale
- Pokoj vječni daruj im, gospodine

## Krleža o Zastavama
Politička tema romana otvara široku historijsku perspektivu na život hrvatskih, srpskih i madžarskih generacija, rođenih između šezdesetih i devedesetih godina prošlog stoljeća. U periodu koji obuhvaća vremenski razmak između pogibije Obrenovića, banovanja grofa Khuena i balkanskih ratova, glavnim licima kompozicije, osim njihovih individualnih sudbina, vitla još i dramatski politički vihor, kao u oluji izgubljenim pticama.
U predvečerje austro-ugarskog sloma, u narkozi mnogobrojnih i raznovrsnih iluzija, obmana i nada, usred neprozirne koprene od dima požara i dinamita Prvog svjetskog rata, dva se pokoljenja probijaju u ovom romanu kroz magle i neizvjesnu stvarnost, da bi predratnu političku borbu produžila pod novim okolnostima, na terenu novonastalog SHS Kraljevstva, u sve kobnijem kontrastu nacionalne i socijalne diferencijacije. U poratnim prilikama moralnog i političkog rasula, roman postaje pozornicom dramatskih sudara između davno već preživjelih socijalnih predrasuda, mitomanija i socijalističkih pogleda na pitanje južnoslovjenskog narodnog i državnog ujedinjenja. Dvadesetak lica raznih poziva i podrijetla, aristokrata i paupera, političara, ministara, visokih birokrata u činu generala, pustolova, ratnih bogataša i sanjara, galerija madžarske, hrvatske i srbijanske inteligencije javlja se u prvom planu ovoga ljetopisa, u vremenu 1912-22, između Kumanova i Bregalnice, zagrebačkih i bosanskih atentata, sve do pojave lenjinizma, koji se u svijestima i savjestima romansiranih likova javlja kao idejni i moralistički kontrapunkt sprem svega što je u našoj zemlji, po zakonu historijske tromosti djelovalo negativno i razorno na razvoj narodnih i socijalnih odnosa"